# Wydział Geologii Uniwersytetu Warszawskiego

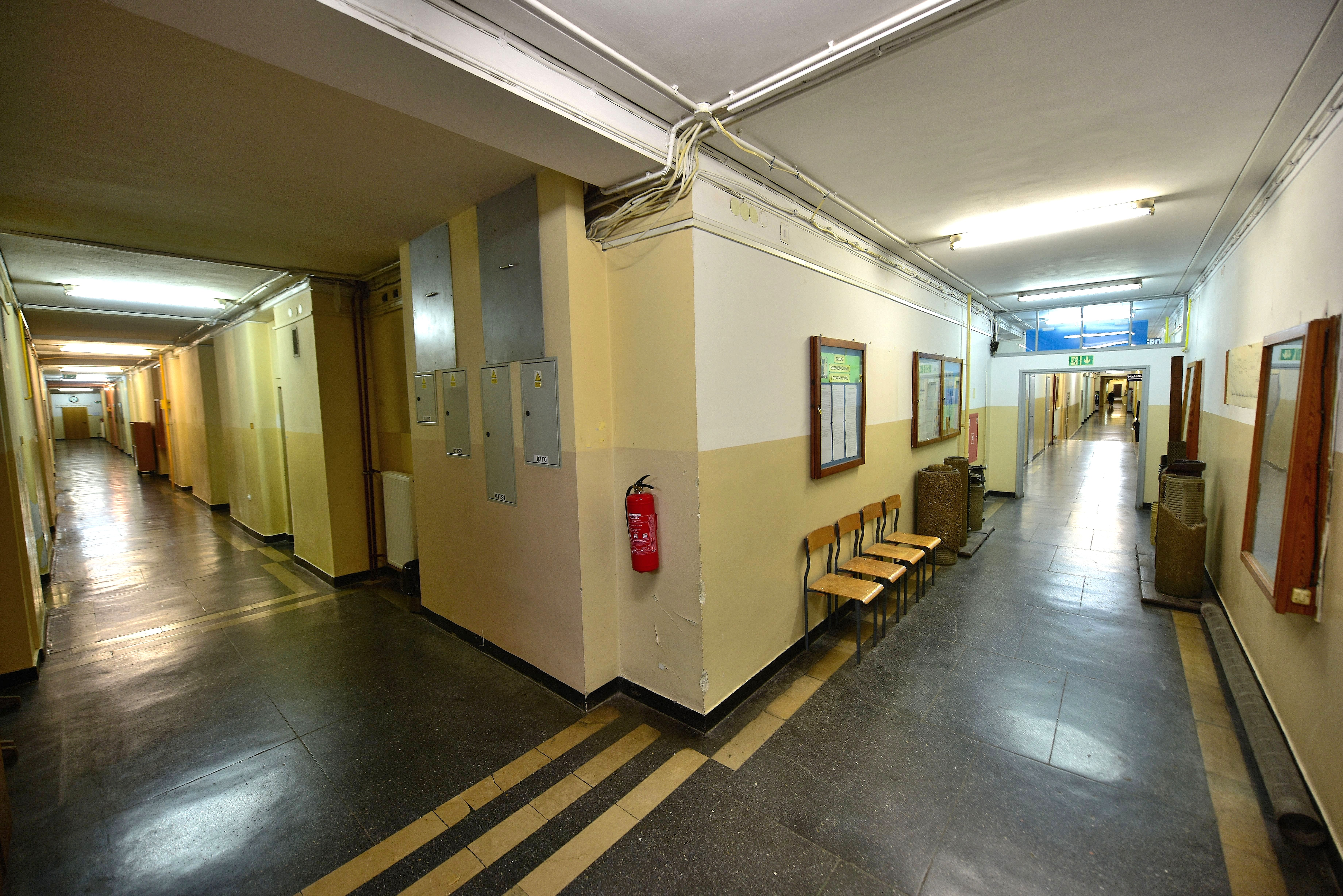
Korytarze na parterze budynku

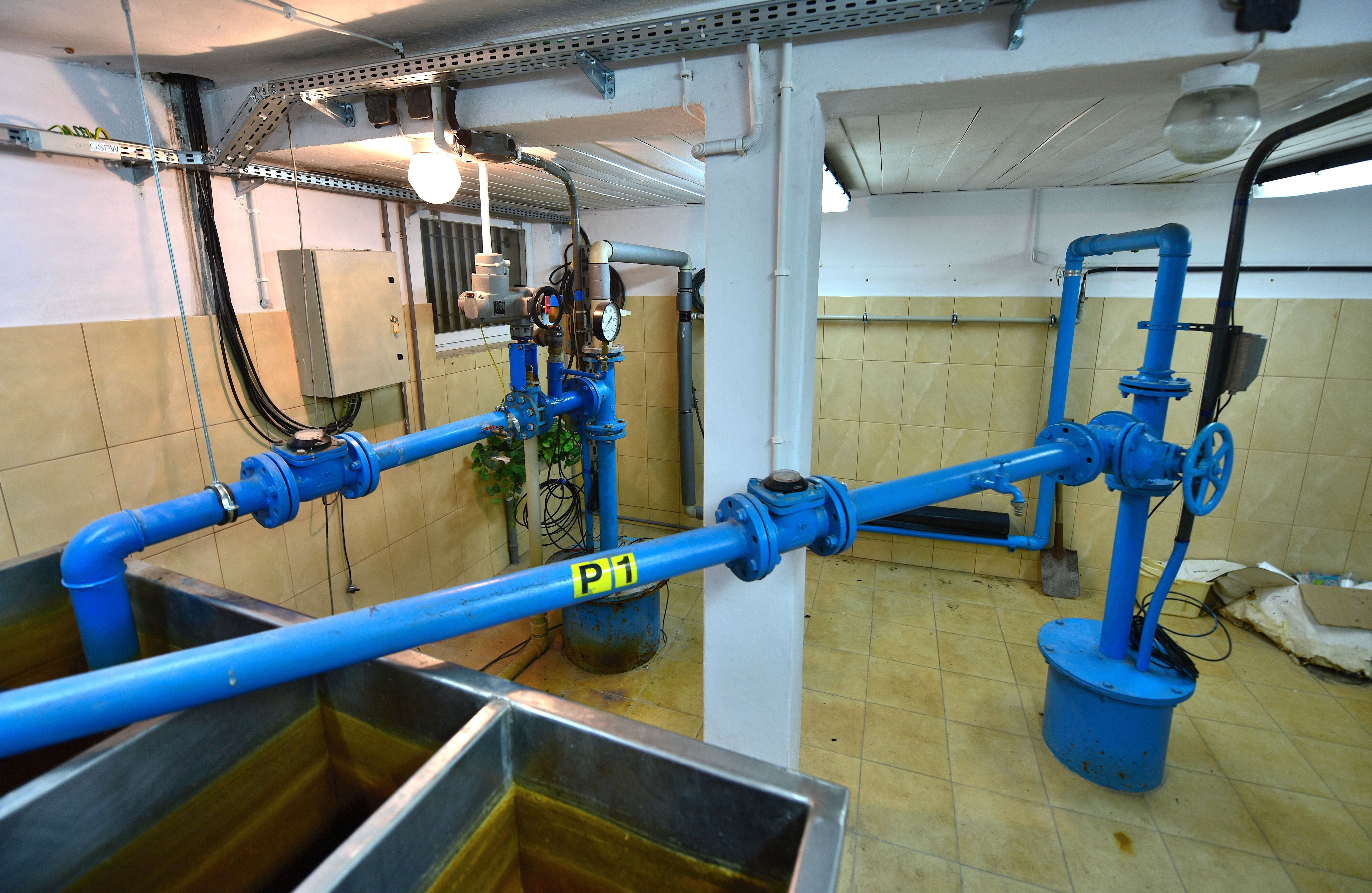
Wydziałowa Stacja Badawcza Ochrony Środowiska i Wpływów Antropogenicznych na Wody Podziemne. Studnie głębinowe ujmujące wodę z poziomu oligoceńskiego i czwartorzędowego

Wydział Geologii Uniwersytetu Warszawskiego – jeden z wydziałów Uniwersytetu Warszawskiego, utworzony w 1952.

## Historia
Za datę powstania studiów geologicznych na Uniwersytecie Warszawskim przyjmowane jest powołanie 15 listopada 1915 dwóch Zakładów: Mineralogicznego (kierownik prof. Stanisław Józef Thugutt) i Geologicznego (kierownik prof. Jan Lewiński). W 1919 przy Zakładzie Geologicznym utworzono Muzeum Geologii Polski.
W 1939, po zbombardowaniu, gmach tych Zakładów spłonął. W 1945 utworzono na Uniwersytecie Warszawskim trzy Zakłady: Geologii (kierownik prof. Jan Samsonowicz), Paleontologii (kierownik prof. Roman Kozłowski) oraz Mineralogii i Petrografii (kierownik prof. Antoni Łaszkiewicz, od 1951 prof. Maria Turnau-Morawska).
W październiku 1952 utworzono na Uniwersytecie Warszawskim Wydział Geologii, który miał posiadać 12 katedr. Początkowo otwarto 7 katedr: Geologii Ogólnej (kierownik prof. Edward Passendorfer), Geologii Czwartorzędu (kierownik prof. Stefan Zbigniew Różycki), Geologii Historycznej (kierownik prof. Jan Samsonowicz), Paleontologii (kierownik prof. Roman Kozłowski), Petrografii (kierownik prof. Kazimierz Smulikowski), Geofizyki (kierownik dr Tadeusz Olczak) oraz Ekonomii i Organizacji Poszukiwania Złóż (kierownik mgr inż. Władysław Bobrowski). Pierwszym dziekanem Wydziału został prof. Edward Passendorfer.
W 1954 Katedrę Geologii Czwartorzędu poszerzono o Geologię Techniczną. Powołano też Katedrę Mineralogii i Geochemii (kurator prof. Kazimierz Smulikowski). W 1957 utworzono Katedry Hydrogeologii (kierownik prof. Józef Gołąb) oraz Geologii Inżynierskiej (kierownik zast. prof. mgr Witold Cezariusz Kowalski). W latach 1954–1960 wybudowano nowy gmach Wydziału Geologii UW, do którego przeniesiono wszystkie katedry i pracownie naukowe wydziału.
W 1968 Wydział Geologii UW został zreorganizowany. Na miejsce katedr powołano trzy instytuty naukowe: Instytut Geochemii Mineralogii i Petrografii (dyrektor prof. Antoni Polański), Instytut Geologii Podstawowej (dyrektor prof. mgr Kazimierz Guzik) oraz Instytut Hydrogeologii i Geologii Inżynierskiej (dyrektor prof. Witold C. Kowalski).
W 1972 na Wydziale Geologii UW utworzono Studium Ochrony Środowiska i Zasobów Naturalnych (kierownik doc. dr hab. Barbara Grabowska-Olszewska), przekształcone w 1993 w samodzielną Katedrę Ochrony Środowiska i Zasobów Naturalnych (kierownik prof. Andrzej Drągowski).
Do 2013 wydział posiadał stację naukową w Bocheńcu, w której studenci odbywali praktyki terenowe. W 2015 otwarto w Korzecku koło Chęcin Europejskie Centrum Edukacji Geologicznej – ośrodek naukowo-badawczy wydziału.

## Oferta dydaktyczna

### Studia I stopnia
Od roku akademickiego 2023/24 Wydział Geologii oferuje studia dzienne:
- licencjackie na kierunku geologia poszukiwawcza, trwające 6 semestrów,
- inżynierskie na kierunku geologia stosowana, trwające 7 semestrów,
- inżynierskie na kierunku geoinformatyka i geofizyka w geoinżynierii, trwające 7 semestrów[2]

### Studia II stopnia
Studia magisterskie na kierunku geologia poszukiwawcza trwają 4 semestry, a aplikując na ten kierunek, można wybrać jedną ze specjalności:
- Stratygrafia, sedymentologia i paleontologia
- Geologia klimatyczna
- Geochemia, mineralogia, petrologia i geologia złożowa[3]

Studia magisterskie na kierunku geologia stosowana również trwają 4 semestry i obejmują następujące specjalności:
- Geologia inżynierska
- Geologia środowiskowa
- Hydrogeologia
- Tektonika i kartografia geologiczna
- Gospodarka surowcami mineralnymi[4]

Dyplom Wydziału Geologii mogą uzyskać również studenci Kolegium MISMaP (Międzywydziałowych Indywidualnych Studiów Matematyczno-Przyrodniczych), którzy wybrali geologię jako realizowany przez siebie kierunek.

### Studia III stopnia
Absolwentom studiów magisterskich (nie tylko geologicznych) Wydział Geologii umożliwia rozwój naukowy (prowadzenie badań naukowych) oraz rozwój umiejętności dydaktycznych na 4-letnich studiach doktoranckich (studiach trzeciego stopnia). 

## Struktura
- Katedra Geochemii, Mineralogii i Petrologii - kierownik: prof. dr hab. Bogusław Bagiński
- Katedra Geologii Basenów Sedymentacyjnych - kierownik: dr hab. Danuta Olszewska-Nejbert, prof. UW
- Katedra Geologii Historycznej, Regionalnej i Paleontologii - kierownik: prof. dr hab. Ireneusz Walaszczyk
- Katedra Geologii Inżynierskiej i Geomechaniki - kierownik: dr hab. Paweł Łukaszewski
- Katedra Geologii Klimatycznej, kierownik - dr hab. Marcin Szymanek, prof. UW
- Katedra Geologii Złożowej i Gospodarczej - kierownik: dr hab. Katarzyna Delura
- Katedra Hydrogeologii i Geofizyki, kierownik - prof. dr hab. Ewa Krogulec
- Katedra Ochrony Środowiska i Zasobów Naturalnych - kierownik: dr hab. Paweł Rydelek
- Katedra Tektoniki i Kartografii Geologicznej - kierownik: prof. dr hab. Andrzej Konon
- Laboratorium Geologii Stosowanej - kierownik: dr Emilia Wójcik
- Laboratorium Mikroskopii Elektronowej, Mikroanalizy i Dyfrakcji Rentgenowskiej - kierownik: mgr Grzegorz Kaproń
- Laboratorium Geomikrobiologii i Geochemii Środowiska
- Muzeum Geologiczne im. Stanisława Józefa Thugutta
- Biblioteka Wydziału Geologii
- Europejskie Centrum Edukacji Geologicznej w Chęcinach (ECEG) - kierownik: dr inż. Tomasz Łątka

Dodatkowo na jednostki administracyjne składają się:
- Ośrodek Komputerowy
- Sekcja Gospodarczo-Techniczna
- Sekcja Finansowa
- Sekretariaty Katedr i Laboratoriów[5]

## Dziekani Wydziału Geologii
- 1953–1954: prof. dr hab. Edward Passenndorfer
- 1954–1956: prof. Tadeusz Olczak
- 1956–1958: doc. Henryk Makowski
- 1958–1960: prof. dr Antoni Polański
- 1960–1962: prof. dr hab. Mikołaj Kostyniuk
- 1962–1965: prof. dr Antoni Polański
- 1965–1968: prof. dr hab. Zdzisław Pazdro
- 1968–1972: prof. dr Tadeusz Penkala
- 1972–1975: prof. dr hab. Witold Cezariusz Kowalski
- 1975–1977: prof. dr hab. Stanisław Orłowski
- 1977–1978: doc. dr hab. Tadeusz Macioszczyk
- 1978–1981: prof. dr hab. Witold Cezariusz Kowalski
- 1981–1984: prof. dr hab. Jan Kutek
- 1984–1990: prof. dr hab. Piotr Roniewicz
- 1990–1996: prof. dr hab. inż. Joanna Pinińska
- 1996–1999: prof. dr hab. Michał Szulczewski
- 1999–2000: dr hab. Tadeusz Merta
- 2000–2005: prof. dr hab. Bronisław Andrzej Matyja
- 2005–2012: prof. dr hab. Andrzej Kozłowski
- 2012–2020: prof. dr hab. Ewa Krogulec
- od 2020: dr hab. Ewa Falkowska, prof. UW

## Władze
W kadencji 2024-2028
- Dziekan: dr hab. Ewa Falkowska, prof. UW
- Prodziekan ds. organizacji badań: dr hab. Sławomir Ilnicki, prof. UW
- Prodziekan ds. rozwoju: dr hab. Radosław Mieszkowski
- Prodziekan ds. studenckich: dr hab. Ewa Durska[6]